# Автоматическая телефонная служба времени

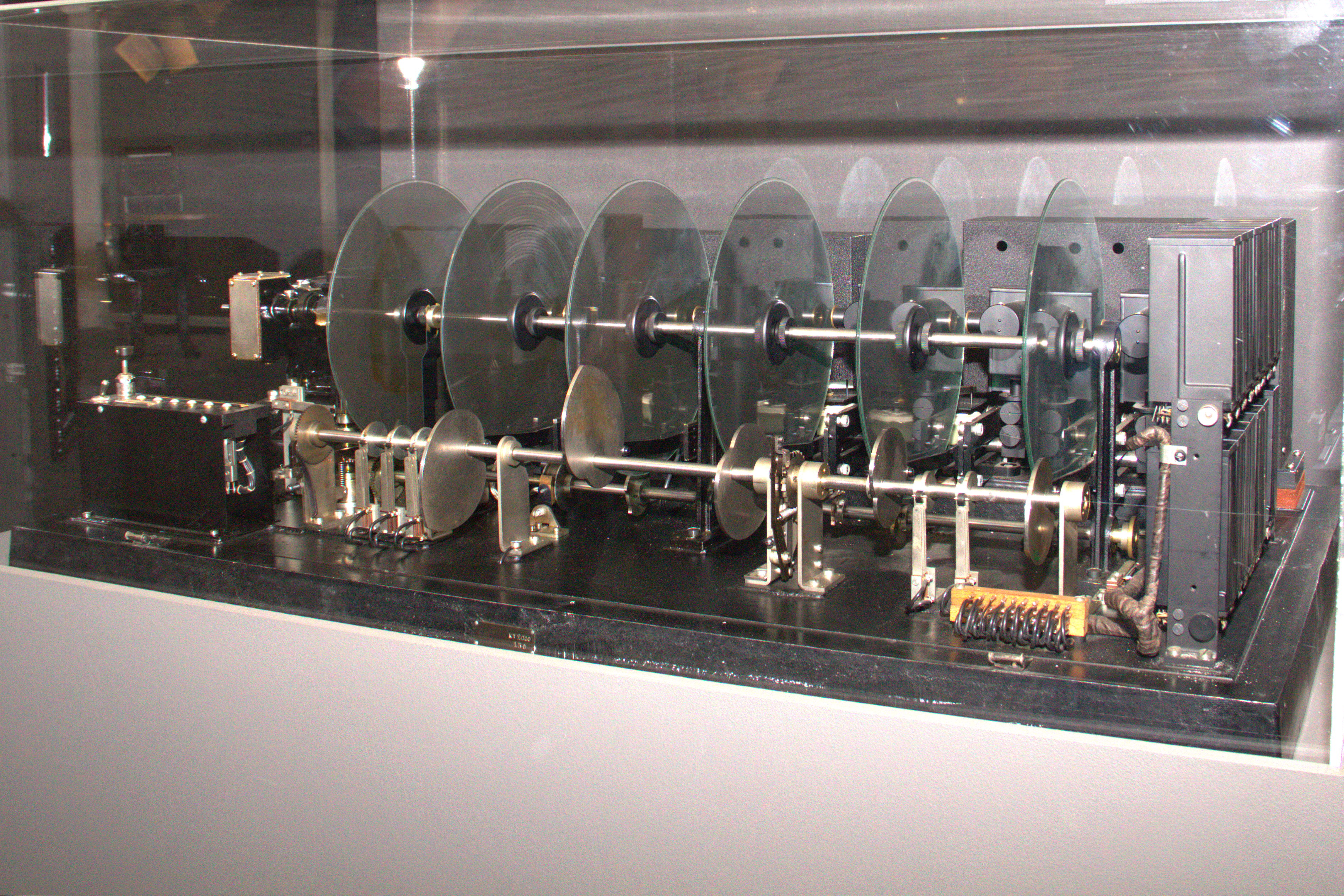
«Говорящие часы», Тампере, Финляндия

Автоматическая телефонная служба времени («говорящие часы») — услуга телефонной сети по сообщению голосом текущего времени абоненту и соответствующая аппаратура телефонной сети, синтезирующая аудиосигнал по показаниям часов.

## Россия

### Москва
Автоматическая телефонная служба времени Московской городской телефонной сети была создана 7 ноября 1937 года.
«Говорящие часы» на Центральной телефонной станции заработали 7 ноября 1937 года — это был подарок связистов городу к празднованию годовщины Октябрьской революции. До 1937 года телефонистки сообщали абонентам время, сверяясь по наручным часам. За рубежом первая служба точного времени появилась в 1933 году.
После появления специальной автоматической службы точного времени в 1937 году у каждой АТС был свой номер, по которому круглосуточно сообщалось текущее время. Единый номер 100 появился в 1970-х годах, после перехода Москвы и МГТС на семизначную нумерацию (переход осуществлён в 1967 году).
Для «озвучивания» первых «говорящих часов» были приглашены известные дикторы того времени Эммануил Тобиаш и Юрий Левитан. После пробных записей выяснилось, что голос первого гораздо больше подходит для того, чтобы сообщать время по телефонным проводам. Москвичи тогда говорили: «Спросим время у Тобиаша».  С 1970 года был записан голос Ольги Фриденсон, а с 1993 года и по сей день служба 100 говорит голосом диктора Людмилы Веселовой. Часовые метки записаны с шагом 1 час, минутные — 1 минуту, секундные — каждые 10 секунд.
Первый аппарат «говорящих часов» в 1930-е годы был сделан по принципу записи на киноплёнке — с использованием фотобумаги с оптической системой и звукоснимающими головками. В аппарате было два барабана — на одном было записано объявление минут, на другом — часов. В 1970-е годы появился аппарат с прорезиненными магнитными дисками и двумя звукоснимающими головками — одна крутилась по внешнему кругу и проигрывала запись часов, другая двигалась по малому внутреннему кругу и передавала минуты. В 1993 году «Говорящие часы» подверглись полной реконструкции — было внедрено цифровое оборудование с программным обеспечением, компилирующее отдельные слова. С появлением этого оборудования МГТС стала сообщать москвичам не только текущий час и минуту, но и секунды. До 2001 года люди, звонившие в службу «Говорящие часы», помимо точного времени, слышали также рекламные объявления, которые позже отменили.
Согласно современному телефонному плану нумерации России (утверждено приказом Министерства информационных технологий и связи РФ от 17 ноября 2006 года № 142), номер 100 был закреплён за службой точного времени. Этот же номер остаётся действующим и в телефонном плане, утверждённом приказом Министерства цифрового развития и массовых коммуникаций от 31 января 2022 года № 75.
По состоянию на 2017 год в МГТС действовали 10 служб точного времени.

### Санкт-Петербург
Первая в СССР служба точного времени начала работу именно в Ленинграде. Она была запущена 31 января 1931 года: на станциях работали телефонистки, которые сообщали всем звонившим время, сверяясь по наручным часам. В неё можно было обратиться с 9 до 21 часа ежедневно, стоимость услуги составляла 50 копеек. Новость о начале работы службы была опубликована в газете «Ленинградская правда». В 1937 году процесс был автоматизирован: вместо телефонисток время стал называть аппарат с двумя барабанами, на одном из которых были записаны часы, а на другом — минуты. С 1990-х годов время сообщается с точностью до секунды.
Действующий номер службы точного времени в Петербурге — 060. По данным на 2020 год, ежедневно этой услугой в Петербурге пользовались до 100 тысяч человек, а ежемесячно — от 2,5 до 3 млн человек.

### Другие города
Номера служб точного времени варьируются в некоторых городах России.

## Другие страны

### Великобритания
В Великобритании со 2 апреля 1985 года по 2 апреля 2007 года служба British Telecom сообщала точное время голосом актёра Брайана Кобби. До него точное время озвучивали актриса Джейн Кейн в 1936—1963 годах, Пэт Симмонс в 1963—1985 годах. После Кобби время озвучивала Сара Мендес да Коста со 2 апреля 2007 года по 9 ноября 2016 года, а после неё — Алан Стедман (англ. Alan Steadman).

### США
Первая автоматическая телефонная служба времени заработала в США в городе Атланта в 1934 году в качестве рекламы Tick Tock Ginger Ale. Владелец компании Джон Франклин, доработав технологию Western Electric, разработал машину под названием Audichron. Главным поставщиком аппаратуры для телефонной службы времени в США стала компания Audichron Company, которой помогали местные предприятия и позже — региональные филиалы Bell System.